# Resposta em frequência
Resposta em frequência é a análise do comportamento de um sistema quanto ao seu ganho numa certa faixa de frequência (ou em alguns casos, velocidade angular). Quando varia-se a frequência de uma onda senoidal de entrada de um sistema e estuda-se o efeito, tem-se uma alteração de amplitude (ganho) e/ou fase do sinal.
O gráfico onde é analisada a resposta em frequência de uma rede é geralmente uma curva de Bode. A curva de Bode consiste de um diagrama com uma escala linear de ganho na ordenada (em decibéis (dB) ou em Volt por Volt (V/V). A unidade mais utilizada é dB) e uma escala logarítmica na abscissa de frequência (em Hertz (Hz) ou em velocidade angular (rad/s)).

## Função de transferência
Função de transferência é uma representação matemática da relação entre a saída e a entrada de um sistema (não necessariamente eletrônico). Uma função de transferência é mais facilmente representada usando-se a transformada de Laplace, e por isso, a transformada é uma ferramenta matemática muito usada no estudo da resposta em frequência de um sistema.
Uma função de transferência pode ser facilmente representada em um diagrama de bode, e vice-versa.

## Diagrama de Bode

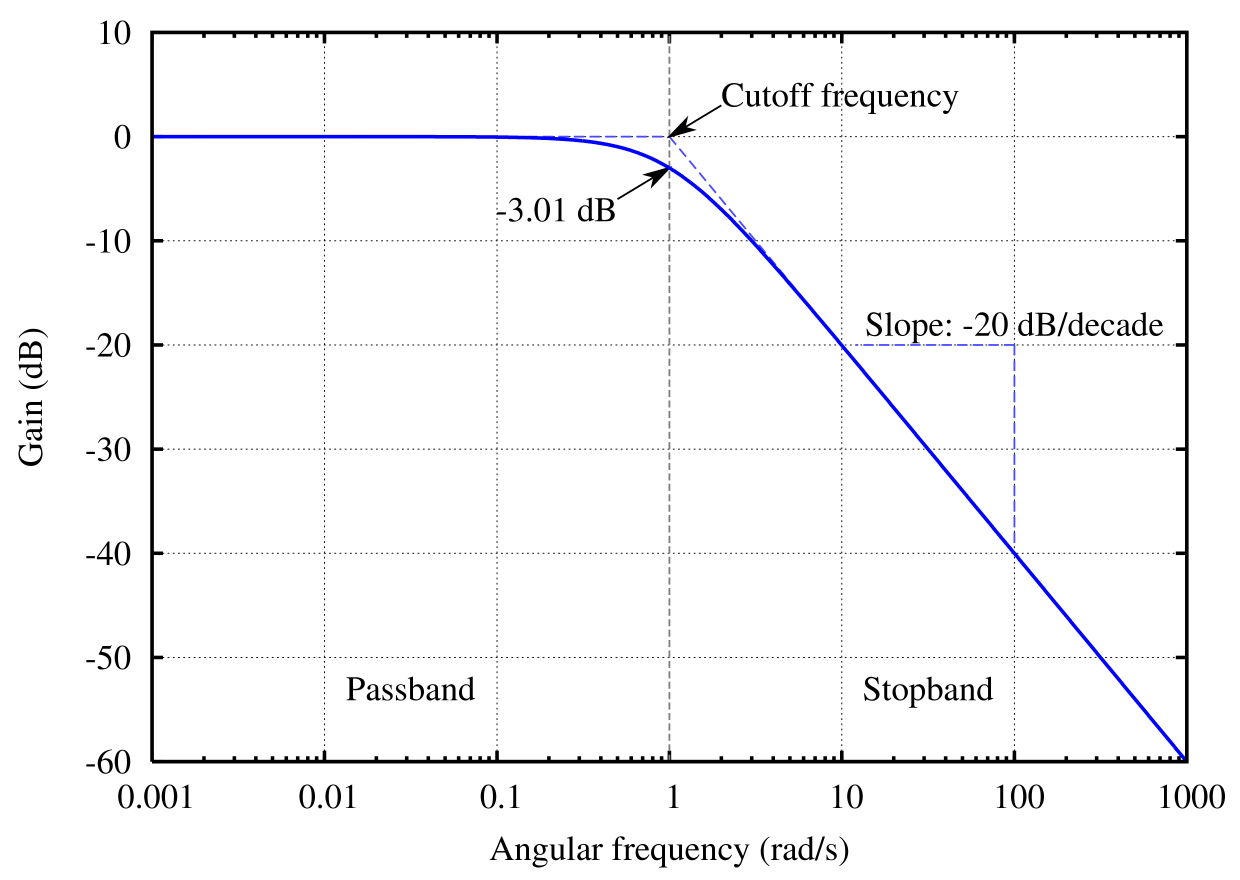
Resposta em frequência de um filtro passa-baixas em um diagrama de Bode.

A curva de Bode é a ferramenta visual mais usada para o estudo de uma resposta em frequência. Pode-se obtê-la de duas formas:
- Experimentalmente - Medindo-se ponto a ponto o ganho de um sistema (um amplificador, por exemplo).
- Teoricamente - de posse da função de transferência (fórmula do ganho) teórica do sistema, pode-se facilmente desenhar um diagrama de Bode correspondente.[1]

## Diagrama de Nyquist
A curva de Nyquist é um resultado teórico que permite estudar a estabilidade de um sistema em malha fechada graficamente de duas formas: 
- Experimentalmente - Baseando-se na inspeção do diagrama polar da resposta em frequência (diagrama de Nyquist) de malha aberta.
- Teoricamente - Determinar os polos do sistema em malha fechada.[1]

## Análise senoidal de frequência
Embora existam casos específicos em que uma rede opera somente em uma dada frequência (por exemplo numa rede de transmissão de potência), em geral estamos interessados em determinar o comportamento de uma dada rede em função de um espectro de frequências (uma soma infinita de senóides de diversas frequências - que pode se representada por uma série de fourier.
Como estamos tratando de senóides e outros pulsos variantes no tempo, a função de transferência de uma análise senoidal de frequência é uma relação de fasores, ou seja um vetor girante, e portanto é um número complexo que possui magnitude e fase. Nesses casos, deve-se representar a resposta em frequência do sistema por duas curvas de bode: uma representando a magnitude e outra representando a fase.